# Elaphristis molybdis
Elaphristis molybdis là một loài bướm đêm trong họ Erebidae.